# OLT Express

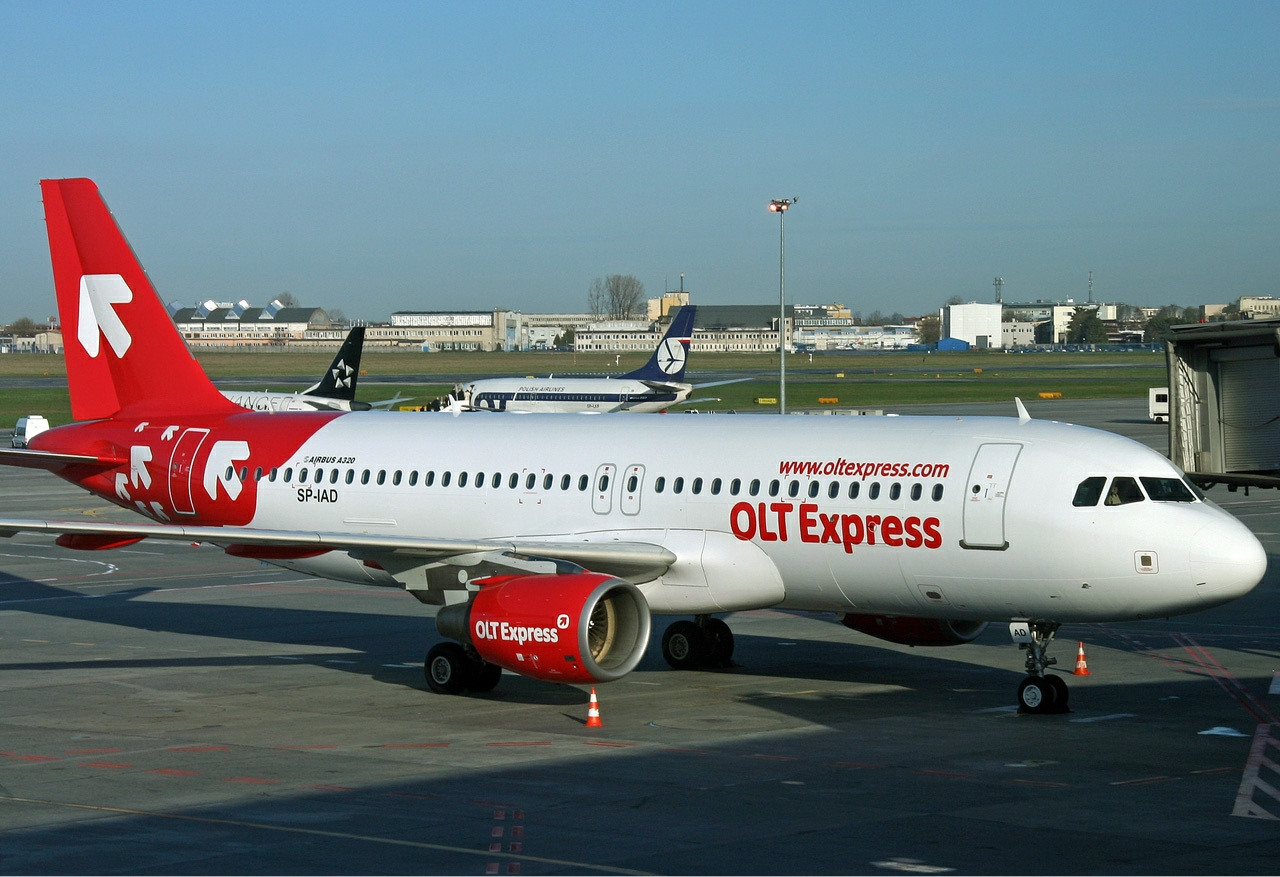
Airbus A320 linii OLT Express

OLT Express – marka powstała w 2011 roku, pod którą obsługiwane były połączenia dwóch polskich przewoźników lotniczych – OLT Express Poland z siedzibą w Warszawie, posiadającego w swojej flocie samoloty odrzutowe Airbus A319 i Airbus A320, oraz OLT Express Regional z siedzibą w Gdańsku, operującego samolotami turbośmigłowymi ATR 42 i ATR 72. Linie obsługiwały pasażerskie loty rozkładowe oraz czarterowe. Te pierwsze oznaczone były symbolami „O2” (kod IATA) oraz „JEA” (kod ICAO) i odbywały się airbusami oraz ATR-ami, a zatem na koncesjach zarówno OLT Express Poland, jak i OLT Express Regional. Loty czarterowe oznaczone były kodem ICAO „YAP” i odbywały się tylko airbusami, a więc wyłącznie na koncesji OLT Express Poland.
Linie zainaugurowały działalność 1 kwietnia 2012 lotem na trasie Warszawa – Gdańsk.
Bazą linii lotniczej dla wszystkich samolotów Airbus był Port Lotniczy Gdańsk im. Lecha Wałęsy, a od października 2012 jedna z maszyn miała mieć swoją bazę w Porcie Lotniczym Rzeszów-Jasionka oraz w Porcie lotniczym Bydgoszcz-Szwederowo. Samoloty ATR nocowały na lotniskach regionalnych.

## Historia
Przewoźnik OLT Express Regional powstał w 2001 roku jako Jet Air. W 2003 linia uzyskała od Urzędu Lotnictwa Cywilnego certyfikat przewoźnika lotniczego. W 2005 została wybrana przez Polskie Linie Lotnicze LOT na operatora mniej popularnych tras krajowych z Portu Lotniczego Warszawa-Okęcie na zasadzie franczyzy. W tym celu w okresie od października 2005 do marca 2006 sprowadzono trzy 18-miejscowe samoloty British Aerospace Jetstream 31, użytkowane wcześniej przez linie Eastern Airways z Wielkiej Brytanii. Umowa z LOT-em obejmowała rozkładowe rejsy na trasach z Warszawy do Bydgoszczy, Katowic, Zielonej Góry, Łodzi i Krakowa. Połączenia z Zielonej Góry i Łodzi obsługiwane były tylko przez samoloty Jet Air, podczas gdy na pozostałych część lotów utrzymywał także Eurolot i PLL Lot.
W związku z wypowiedzeniem umowy firmie przez LOT, pod koniec października 2007 Jet Air we współpracy z samorządem województwa lubuskiego zdecydował się kontynuować połączenie Warszawa-Zielona Góra samodzielnie, używając własnych numerów rejsów i marketingu. Od 5 maja 2008 roku, w związku z zawieszeniem przez PLL LOT obsługi połączeń lotniczych na trasie Warszawa-Bydgoszcz, Jet Air przejęła obsługę tych połączeń, które zakończyły się z końcem marca 2010. Od 17 sierpnia 2009 linie lotnicze Jet Air rozpoczęły współpracę z fińskim przewoźnikiem regionalnym Wingo xprs. Samoloty Jet Air obsługiwały połączenia lokalne w Finlandii z Turku do Tampere i Oulu. Dzięki rozpoczęciu współpracy pomiędzy przewoźnikami uruchomiono także bezpośrednie loty z Turku do Gdańska.
Przewoźnik OLT Express Poland rozpoczął działalność operacyjną w kwietniu 2011 roku pod nazwą Yes Airways. Pierwszy lot wykonał 29 kwietnia 2011 roku, na trasie Poznań – Antalya w Turcji.
Wskutek wykupienia w lipcu i sierpniu 2011 przez grupę kapitałową Amber Gold z Gdańska spółki Jet Air (100% udziałów), niemieckiej spółki Ostfriesische Lufttransport (100% udziałów) oraz YES Airways (85% udziałów) powstała marka OLT Express. Polska spółka OLT Express Regional Sp. z o.o. i niemiecka OLT Express Germany GmbH pozostały odrębnymi przedsiębiorstwami i miały w planach integrację systemu rezerwacyjnego, obsługi sprzedaży i działu marketingu.
26 lipca 2012 roku linie OLT Express poinformowały, iż od 27 lipca do odwołania zawieszają wszystkie regularnie wykonywane loty. Tego samego dnia linie złożyły wniosek do sądu o upadłość spółki OLT Express Regional sp. z o.o., która związana była z wykonywaniem połączeń krajowych. 31 lipca 2012 spółka OLT Express Poland zawiesiła międzynarodowe przewozy czarterowe i jednocześnie złożyła do sądu wniosek o upadłość. Druga spółka (GmbH), wymieniana jako potencjalny kupiec (następca), połączyła się w lipcu 2012 roku z Contact Air, w sierpniu 2012 roku zlikwidowała markę Contact Air, a sama przestała (oraz marka OLT Express) istnieć 27 stycznia 2013 roku.

## Flota

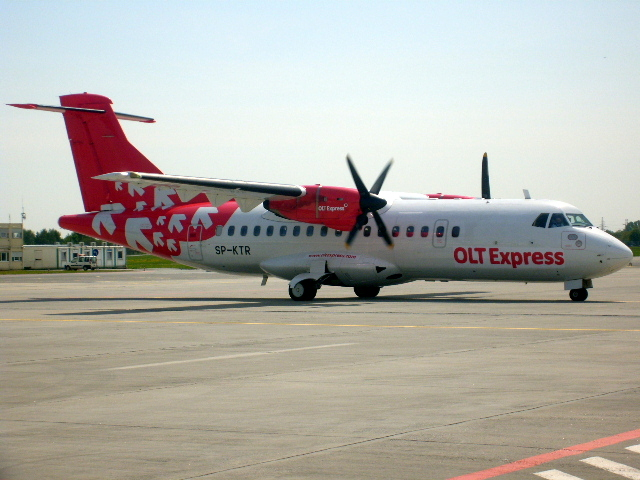
ATR 42-300 linii na lotnisku im. Władysława Reymonta w Łodzi

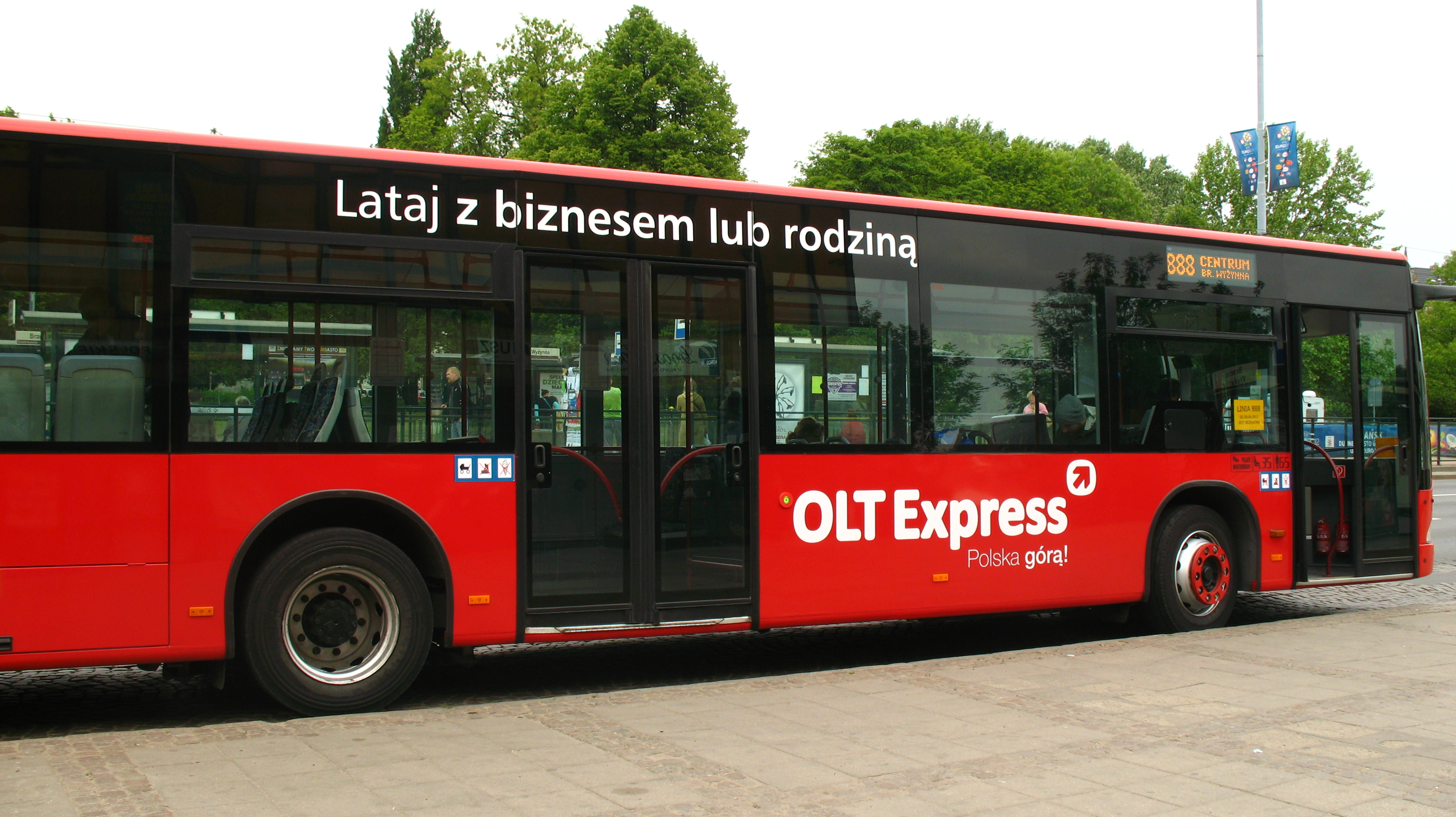
Autobus linii 888 w Gdańsku prowadzonej przez OLT Express

OLT Express posiadały w swojej flocie cztery typy maszyn: Airbus A319, Airbus A320, ATR 42 oraz ATR 72.

### OLT Express Regional

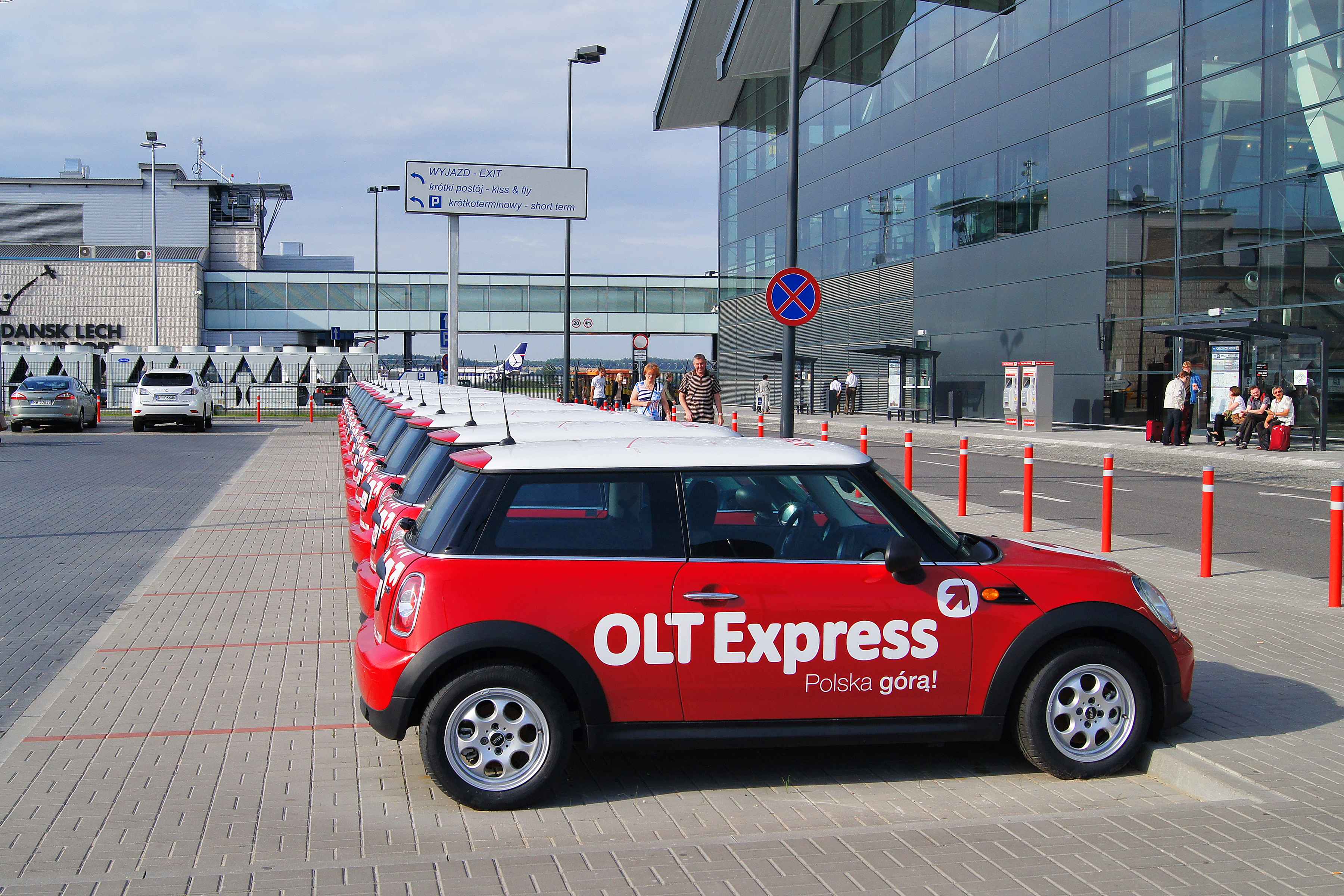
Samochody w barwach OLT w Gdańsku – niedoszła wypożyczalnia samochodów

| Liczba                     | Typ samolotu | Ilość miejsc | Numery rejestracyjne |
| -------------------------- | ------------ | ------------ | -------------------- |
| 2                          | ATR 42       | 46           | SP-KTF, SP-KTR       |
| 2                          | ATR 72       | 68           | SP-OLL, SP-OLH       |
| Zamówione na wrzesień 2012 |              |              |                      |
| 1                          | ATR 42       | 46           | SP-KTG               |
| 1                          | ATR 72       | 68           | SP-??? (ex: SE-MGI)  |

### OLT Express Poland
| Liczba                     | Typ samolotu | Ilość miejsc | Numery rejestracyjne                                                   |
| -------------------------- | ------------ | ------------ | ---------------------------------------------------------------------- |
| 2                          | Airbus A319  | 156          | SP-IBA, SP-IBC                                                         |
| 9                          | Airbus A320  | 180          | SP-IAA, SP-IAB, SP-IAC, SP-IAD, SP-IAE, SP-IAF, SP-IAG, SP-IAH, SP-IAI |
| Zamówione na wrzesień 2012 |              |              |                                                                        |
| 4                          | Airbus A319  | 156          | SP-IBB                                                                 |
| 2                          | Airbus A320  | 180          | SP-IA?                                                                 |

## Kierunki lotów
W siatce rozkładowych połączeń OLT Express znajdowało się 10 portów lotniczych w Polsce oraz 28 za granicą. Ponadto linie obsługiwały sieć połączeń czarterowych.